# Diachrysia chrysitis
Diachrysia chrysitis là một loài bướm đêm trong họ Noctuidae.

## Hình ảnh

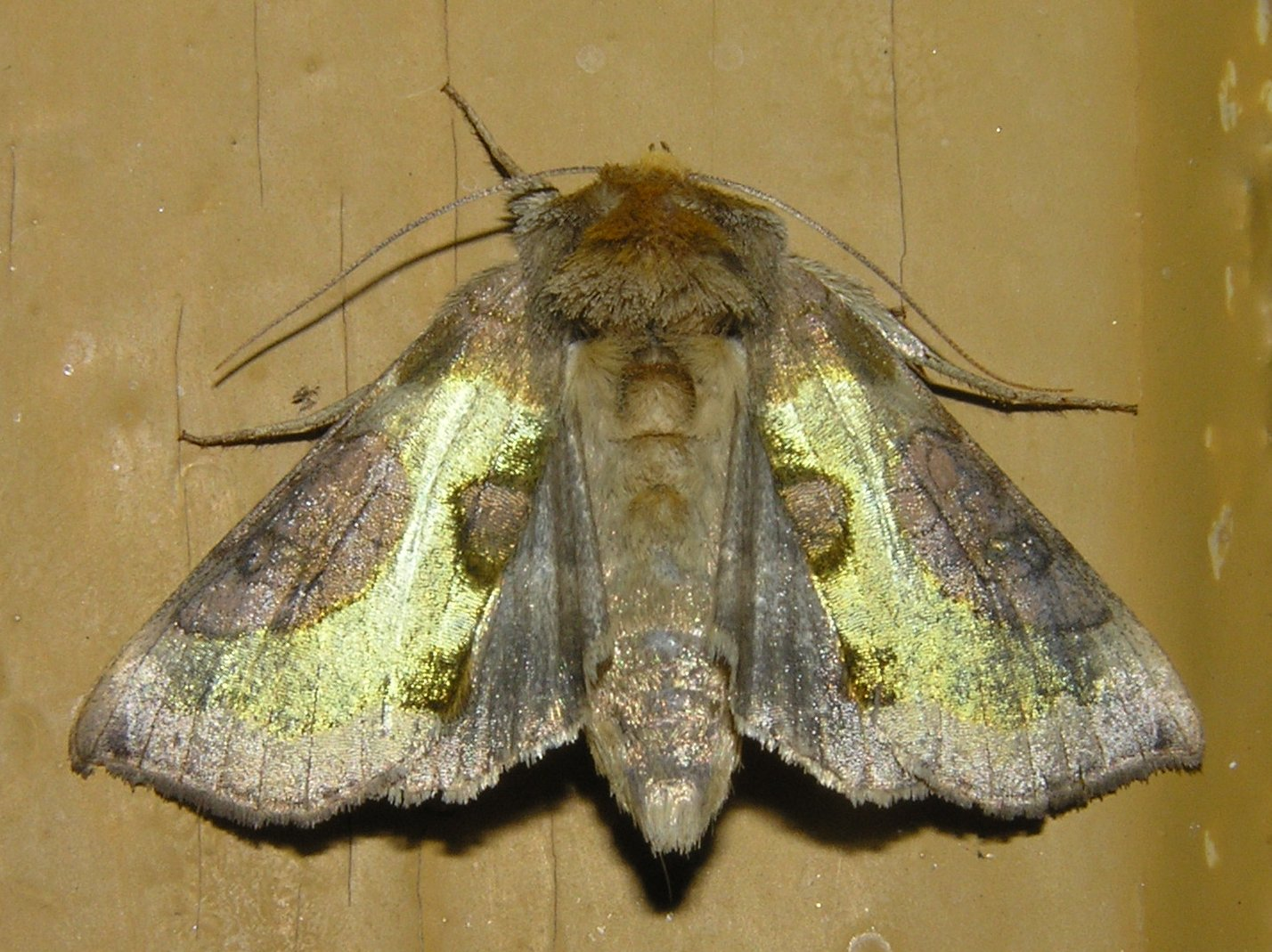
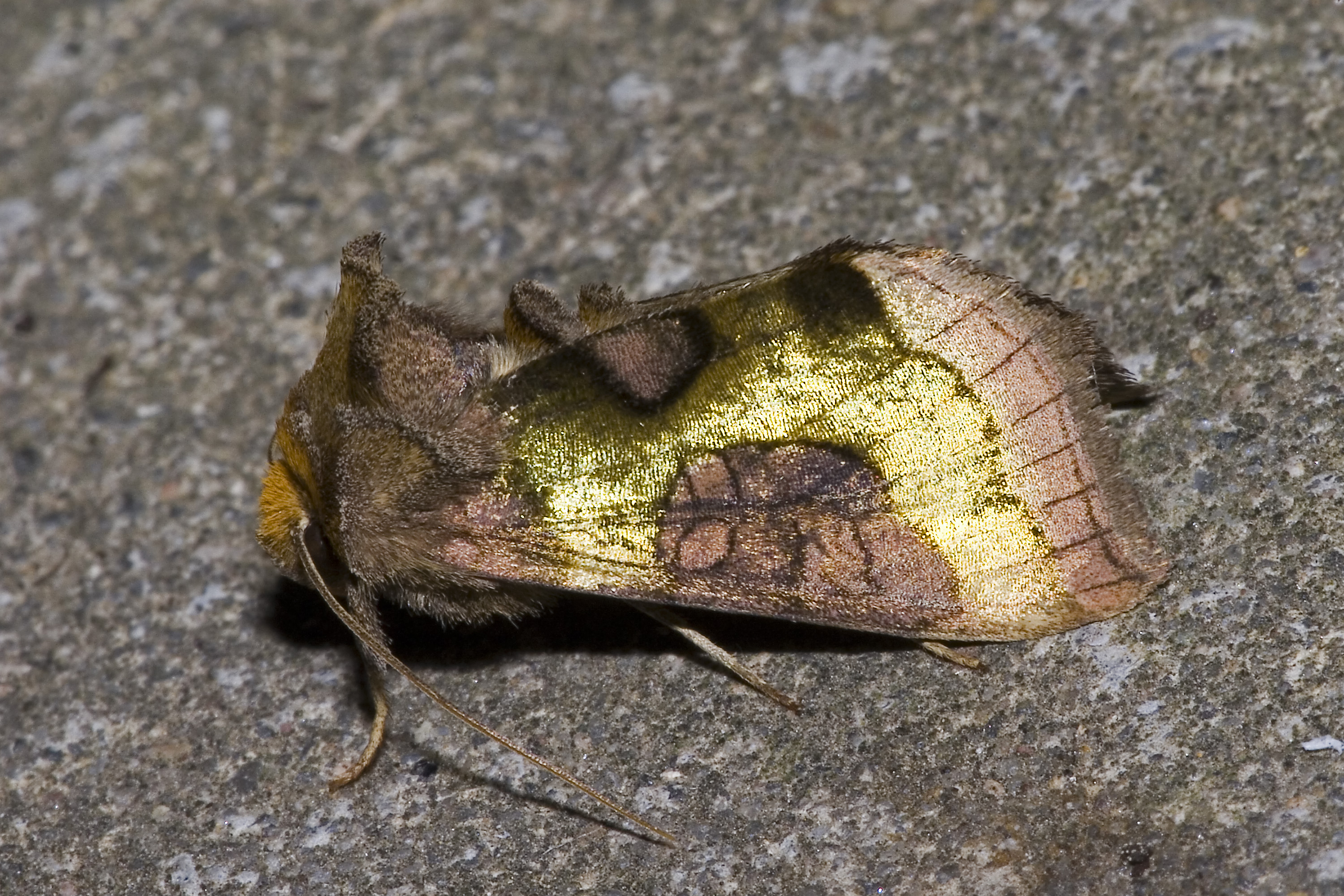
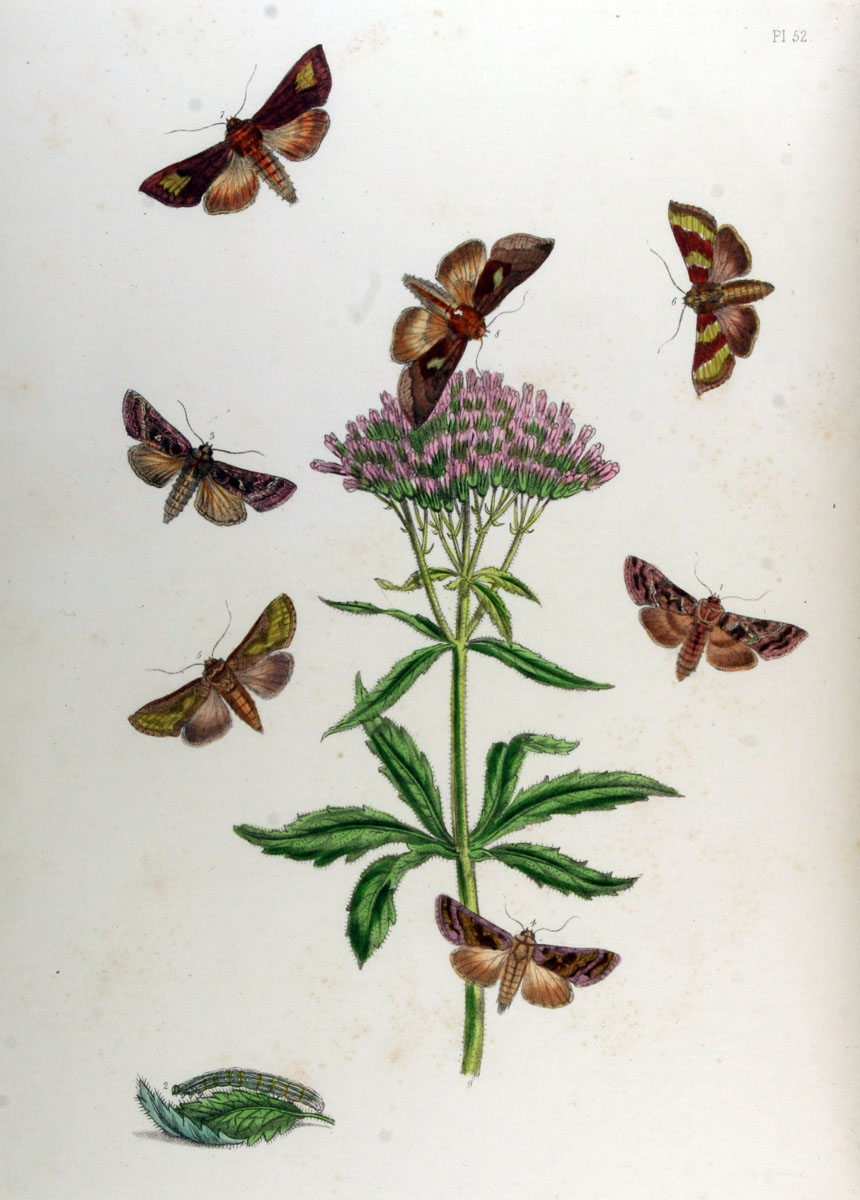
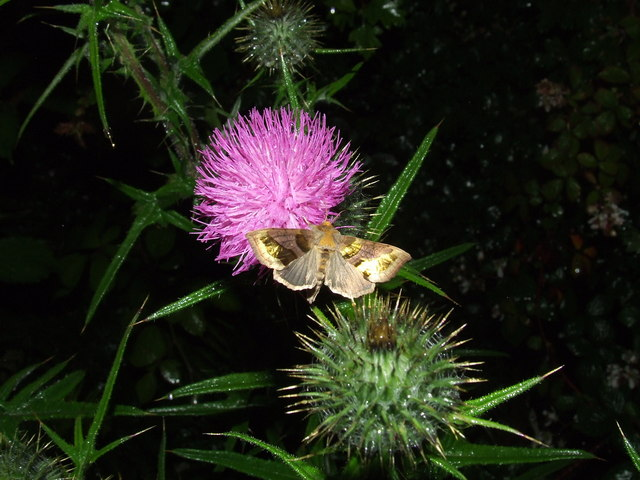